# Antonio Piedade da Cruz
Antonio Piedade da Cruz, dit Cruzo (1895-1982), est un peintre et sculpteur originaire de Goa en Inde

## Biographie
Il naît le 22 août 1895 dans le village de Velim dans le Salcete qui faisait alors partie de l'Inde portugaise. Il commence ses études d'art à l'école d'art de Sir Jamsetjee Jeejebhoy (en) à Bombay en 1916 où il étudie avec Gladstone Salomon, M. V. Dhurandhar (en) et Agoskar et est diplômé en 1920. Il continue ses études en Europe et après un court séjour à Paris il reçoit une bourse de l'université des arts de Berlin. Il y étudie avec Arthur Kampf, Ferdinand Spiegel et Paul Plontke.
En octobre 1925, Cruzo tient sa première exposition majeure à Lisbonne et retourne en Inde à la suite d'une demande du Maharaja de Travancore (en).
Cruzo s'installe à Bombay et y devient célèbre comme sculpteur et peintre de portraits, que ce soit parmi la royauté indienne ou l'élite des expatriés. Malgré ce genre de relations, son œuvre traite surtout de la pauvreté et l'injustice sociale ainsi que des dures conditions de vie des paysans et des pêcheurs. Il peint aussi des allégories et des nus ,
À la suite de la mort de son neveu, les œuvres de Cruzo deviennent plus sombres et plus imprégnées de spiritualité. Une rencontre avec le Mahatma Gandhi lui donne une nouvelle inspiration et à partir de ce moment, son œuvre est dominée par des sujets politiques, tout d'abord la lutte pour l'indépendance, la partition de l'Inde et plus tard la guerre de libération du Bangladesh et la guerre du Vietnam. Cruzo décède en 1982 mais reste l'un des artistes de Goa les plus connus 
Après des années d’oubli, l’œuvre de Cruzo est en train d’être redécouverte. En 2016, une exposition de seize de ses peintures est organisé par Ranjit Hoskote au centre culturel Sunaparanta à Goa .